# I Will Always Love You/You Raise Me Up
I Will Always Love You/You Raise Me Up è il terzo singolo della cantante britannica Connie Talbot (e, ultimo, della sua infanzia), pubblicato il 12 giugno del 2009.

## I brani

### I Will Alwaays Love You
Cover dell'omonimo brano scritto e cantato da Dolly Parton nel 1974, ma portato al successo da Whitney Houston nel 1992. La versione di Connie Talbot è estratta dall'album Over the Rainbow, uscito 2 anni prima.

### You Raise Me Up
Cover dell'omonimo brano scritto da Brendan Graham (testo) e Rolf Løvland (musica), e inciso nel 2001 dai norvegesi Secret Garden; già presente nella prima edizione del singolo precedente della Talbot.

## Tracce
1. I Will Always Love You – 4:25
2. You Raise Me Up – 8:05